# Вачелай
Вачелай — село в Сосновоборском районе Пензенской области.
Жители преимущественно Эрзя . По данным переписи 2010 года в составе населения села было учтено 374 чел. мордвы и 79 русских.

## История
Название ранее предположительно звучало как Кочелай, от мокшанского мужского имени Коча, Кочат ляй («речка Кочи»). Вачелайка — овраг с пересыхающим ручьем, правым притоком Тешняря, бассейн Суры. Входило в состав Бартеневской волости Городищенского уезда. В 1877 году в селе имелись: церковь, школа, 2 постоялых двора. В 1955 — центр сельсовета, центральная усадьба колхоза имени Куйбышева. В 1980-е — центральная усадьба колхоза имени Куйбышева.
Первые поселенцы Вачелая сначала обосновались в 2,5 км от села Нижний Мывал у леса, на берегу оврага с ручьем (эрз. репс-лашмо). Когда же ручей высох, жители этого поселка поселились на правом берегу реки Мывалка. Но вскоре они покинули и это место. Их, по-видимому, не устраивало здесь бездорожье, сырость, грязь. Снявшись и с этого места, переселенцы перевезли свои постройки к большой дороге — Екатерининскому тракту, и здесь, вдоль берега большого оврага с ручьем, выбрали себе новое место — в пяти километрах от села Нижний Мывал. Но и это, третье по счету, место не понравилось переселенцам! Здесь было слишком сухо, земли вокруг были неплодородные, ручей на дне оврага (эрз. калмо-латко) в жаркое время высыхал. Кроме этого, жителей часто беспокоили (обижали) проезжающие по тракту. И вот через несколько десятков лет, сменив три места жительства, освоив большие участки плодородной земли, качелаевцы, наконец, поселились на последнее, четвертое место — вдоль небольшой речушки. Здесь они засели навечно. Место здесь такое, что лучшего не найти.
Сохранилось народное предание, которое гласит, что в момент заселения вачелайцами последнего места, сюда прибыли новые семьи и обосновались на другом берегу речки. В отличие от выходцев из Н — Мывала, у них до сих пор сохранилось иное произношение звуков «в» и «ф». Они вместо них произносят звук «х». (Ловсо — лохцо, катфа — катха, и даже на русском языке — любовь — любох и т. д.). С этими новоселами связана одна версия происхождения названия села Вачелай. Они якобы прибыли сюда из села Качелая, теперь Республики Мордовия, и дали название селу Вачелай, изменив первую букву слова-названия Качелай и получилось, якобы, название села — Вачелай. Название села Вачелай образовалось, конечно же, не от Качелай. Дело в том, что в книге «Список населенных мест Пензенской губернии» село Качелай называлось деревней Кочалей, а село Вачелай — называлось деревней Вачалей и давались уточнения — деревня Вачалей при ручье Вачалейке. Отсюда можно сделать вывод: эти два топонима имеют каждый свою историю образования.

## Численность населения
| 1864  | 1877  | 1897  | 1910  | 1926  | 1930  | 1939  |
| ----- | ----- | ----- | ----- | ----- | ----- | ----- |
| 918   | ↗1080 | ↗1481 | ↗1749 | ↘1541 | ↗1721 | ↘1064 |
| 1959  | 1979  | 1989  | 1996  | 2002  | 2010  |       |
| ↗1081 | ↘1012 | ↘720  | ↘597  | ↘521  | ↘460  |       |

В селе есть средняя общеобразовательная школа, 3 магазина.